# Akodon dolores
Akodon dolores és una espècie de mamífer rosegador de la família dels cricètids. És endèmic del centre-nord de l'Argentina. El seu hàbitat natural són els matollars, però evita els herbassars d'altiplà. És una espècie en risc mínim, és a dir, no sembla que hi hagi cap amenaça significativa per a la seva supervivència. El seu nom específic, dolores, es refereix al municipi argentí de Villa Dolores.